# Институт демократии и прав человека

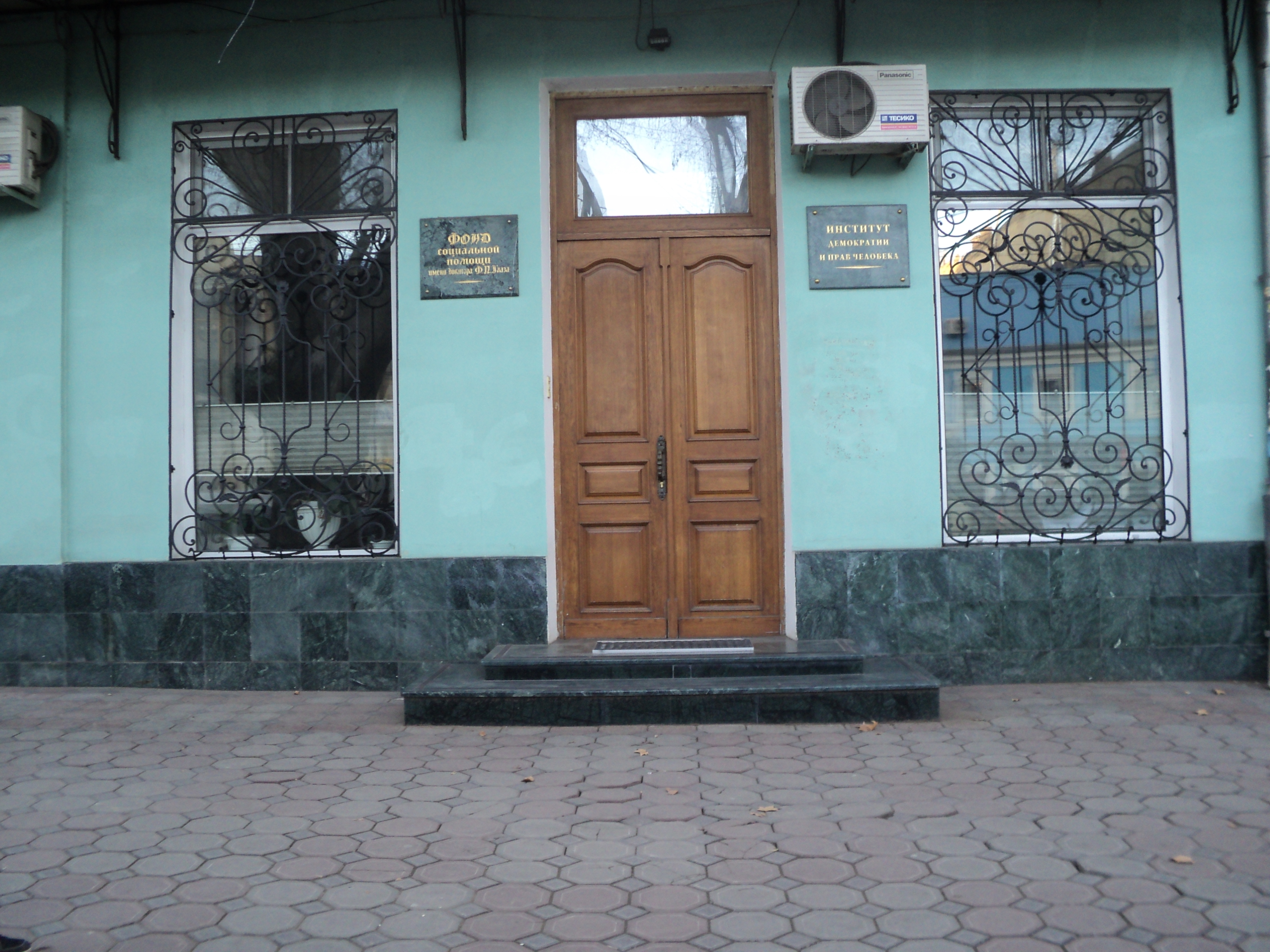
Офис Института демократии и прав человека (Одесса, Украина).

Институт демократии и прав человека является некоммерческой неправительственной общественной организацией (НПО), учреждённой Фондом социальной помощи имени доктора Ф. П. Гааза (государственная регистрация осуществлена 15.06.2000 г. /Одесса, Украина/).

## Создание, правовая форма, цели, структура, коллектив

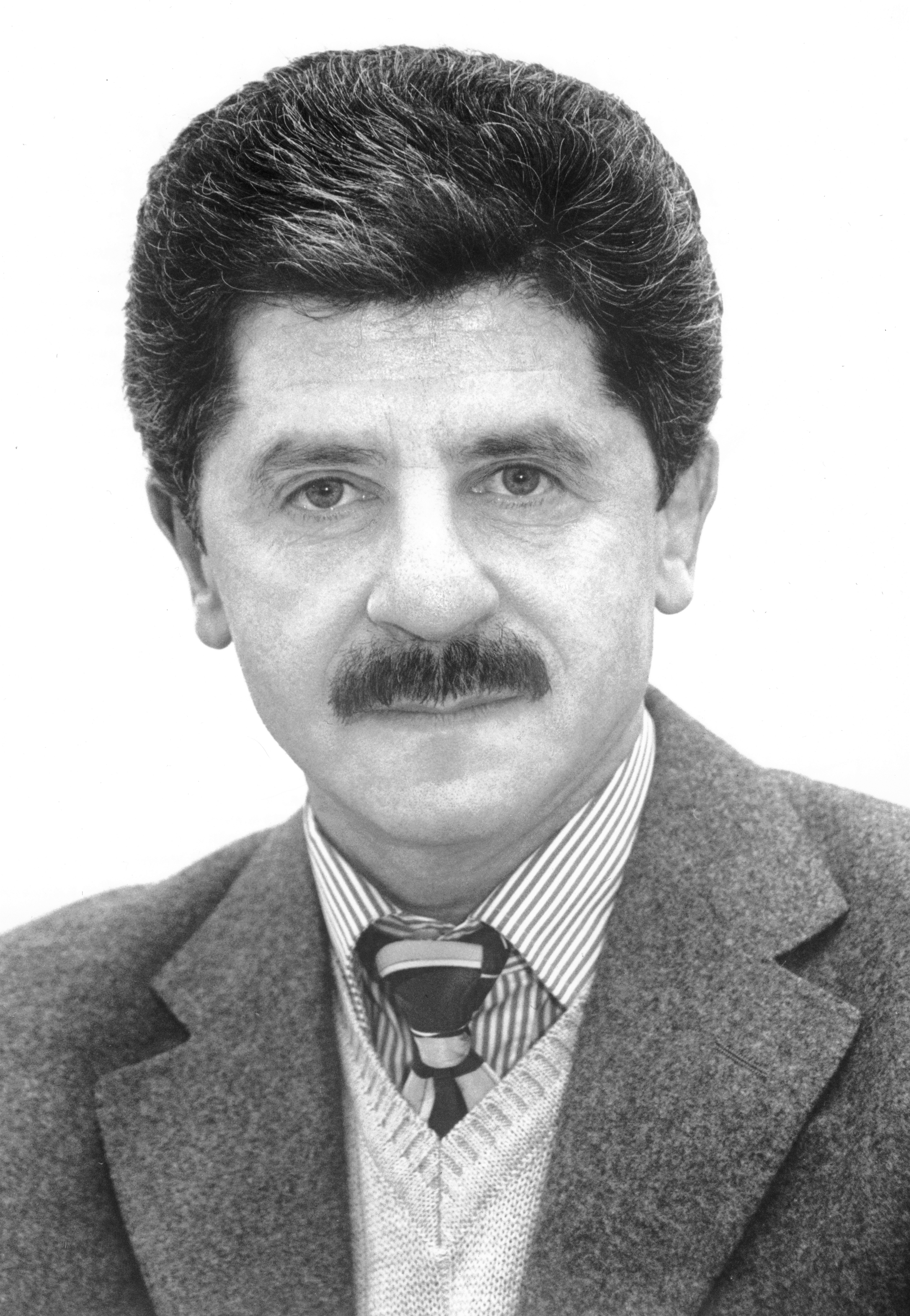
Мучник А. Г. — президент Института демократии и прав человека

Инициатором создания и президентом Института является автор книги «Философия достоинства, свободы и прав человека», научный консультант Президента Украины по вопросам конституционного права (2002—2005 гг.), Заслуженный юрист Украины, известный правозащитник — Мучник Александр Геннадьевич.
Вице-президентом Института является Г. Б. Цырфа.
Основной миссией Института является правовое просвещение, формирование правовой культуры, созидание гражданского общества и правового государства, а также проведение всех видов исследований по вопросам, связанным с защитой прав и свобод человека на Украине.
В составе Института действуют департаменты:
- по вопросам международного права прав человека;
- по общим вопросам конституционного права;
- по вопросам обеспечения свободы и прав человека;
- по вопросам местного и регионального самоуправления;
- по вопросам созидания гражданского общества и правового государства;
- по вопросам судебной реформы.

В разное время в деятельности Института принимали участие:
- доктор юридических наук, профессор, заслуженный деятель науки и техники Украины, академик Украинской академии наук Баймуратов Михаил Александрович[укр.];
- первый ректор Юридического института в составе Одесского государственного университета имени И. И. Мечникова, доктор юридических наук, профессор, академик НАПрН Украини Васильев Анатолий Семенович[укр.];
- доктор юридических наук, профессор, заслуженный деятель науки и техники Украины Вишняков Александр Константинович[укр.];
- доцент кафедры конституционного права юридического факультета Одесского национального университета имени И. И. Мечникова Пахомова Тамара Михайловна;
- доктор юридических наук, профессор, академик Украинской академии национального прогресса Постика Игорь Владимирович[укр.];
- доктор юридических наук, профессор, заслуженный юрист Украины Руднева Александра Николаевна;
- доктор политических наук, профессор Долженков Олег Александрович;
- кандидат юридических наук Мельник Юрий Витальевич;
- правовед Цырфа Георгий Борисович;
- правовед Мучник Леонид Александрович[15][16].

## Правовая деятельность

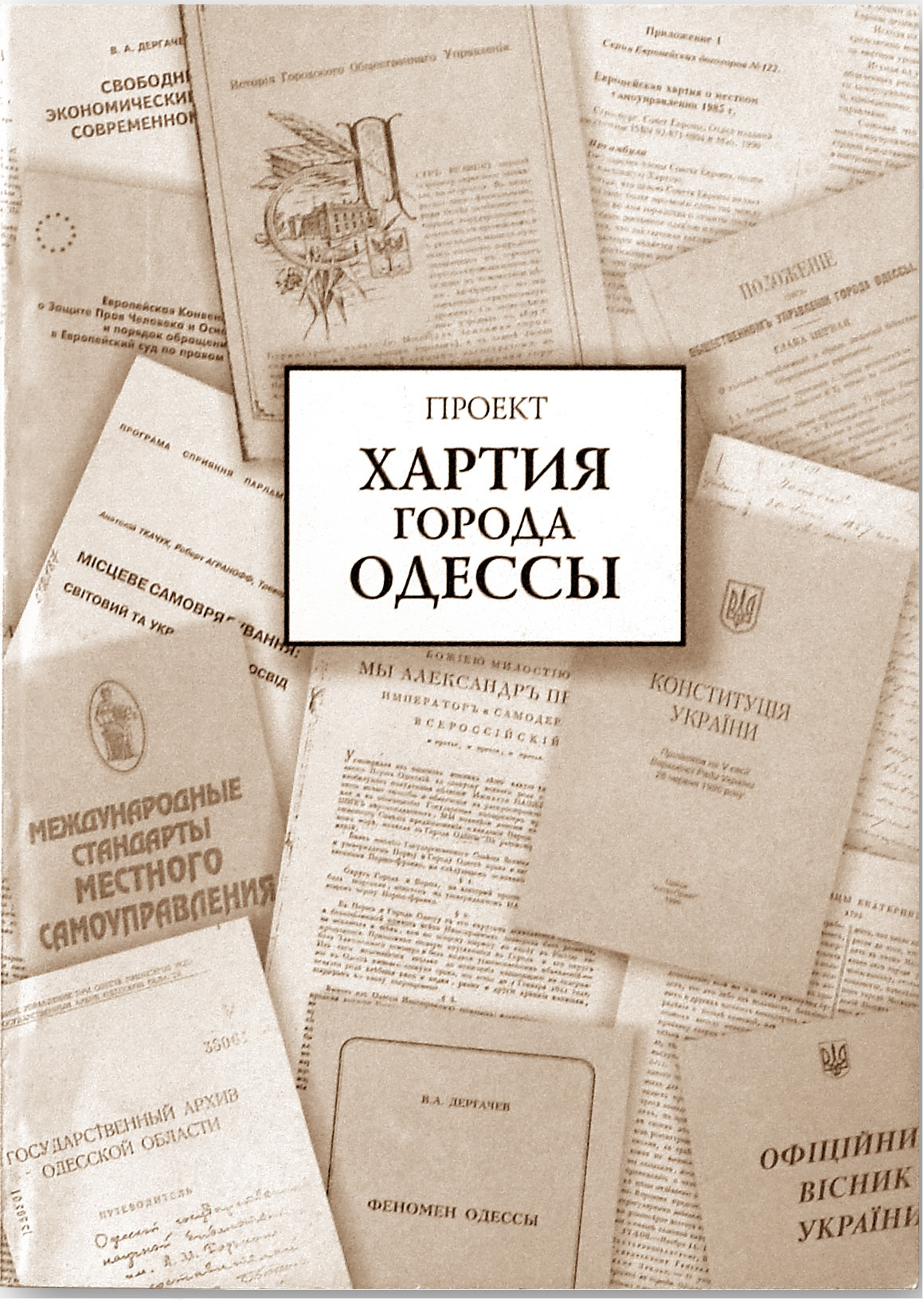

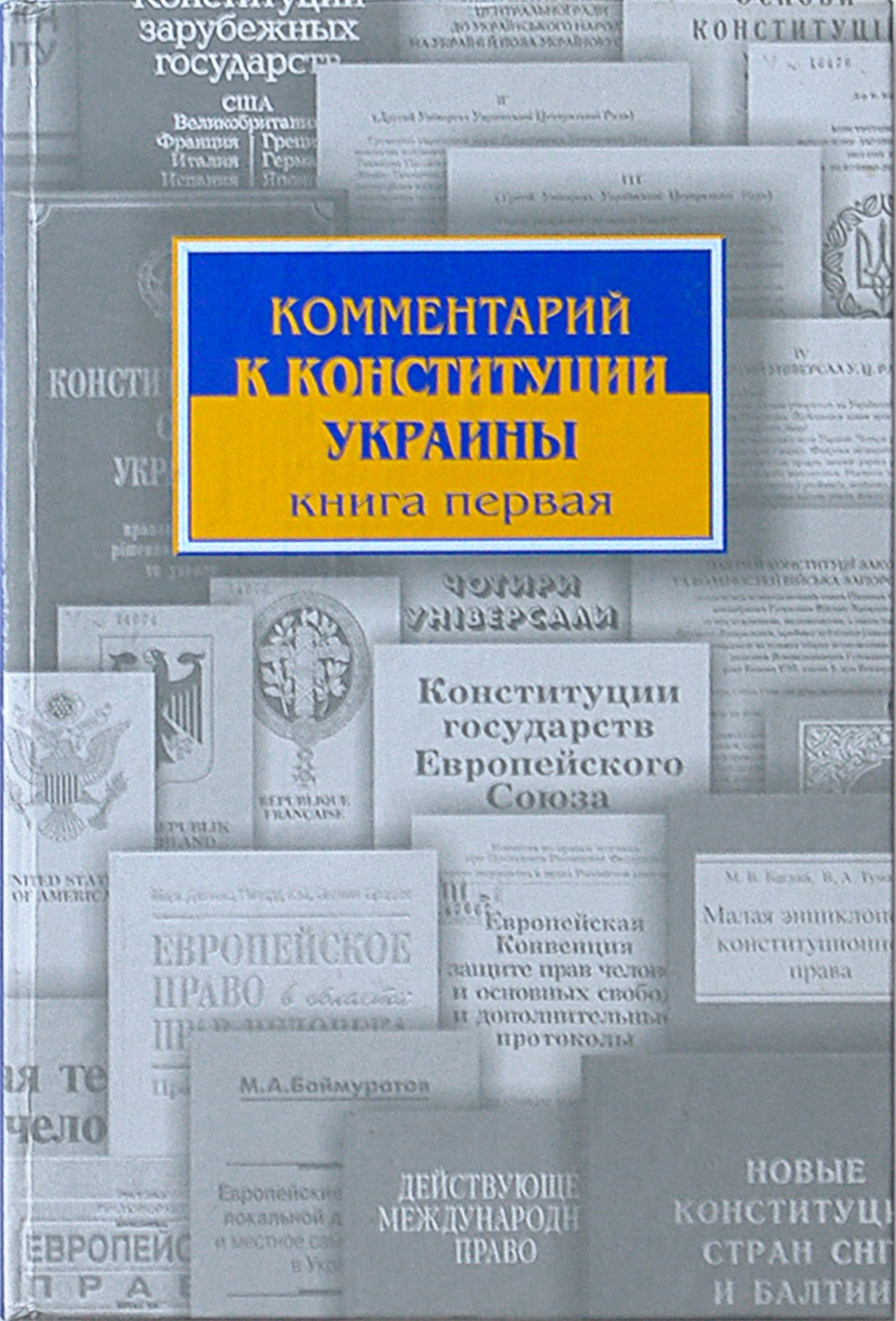

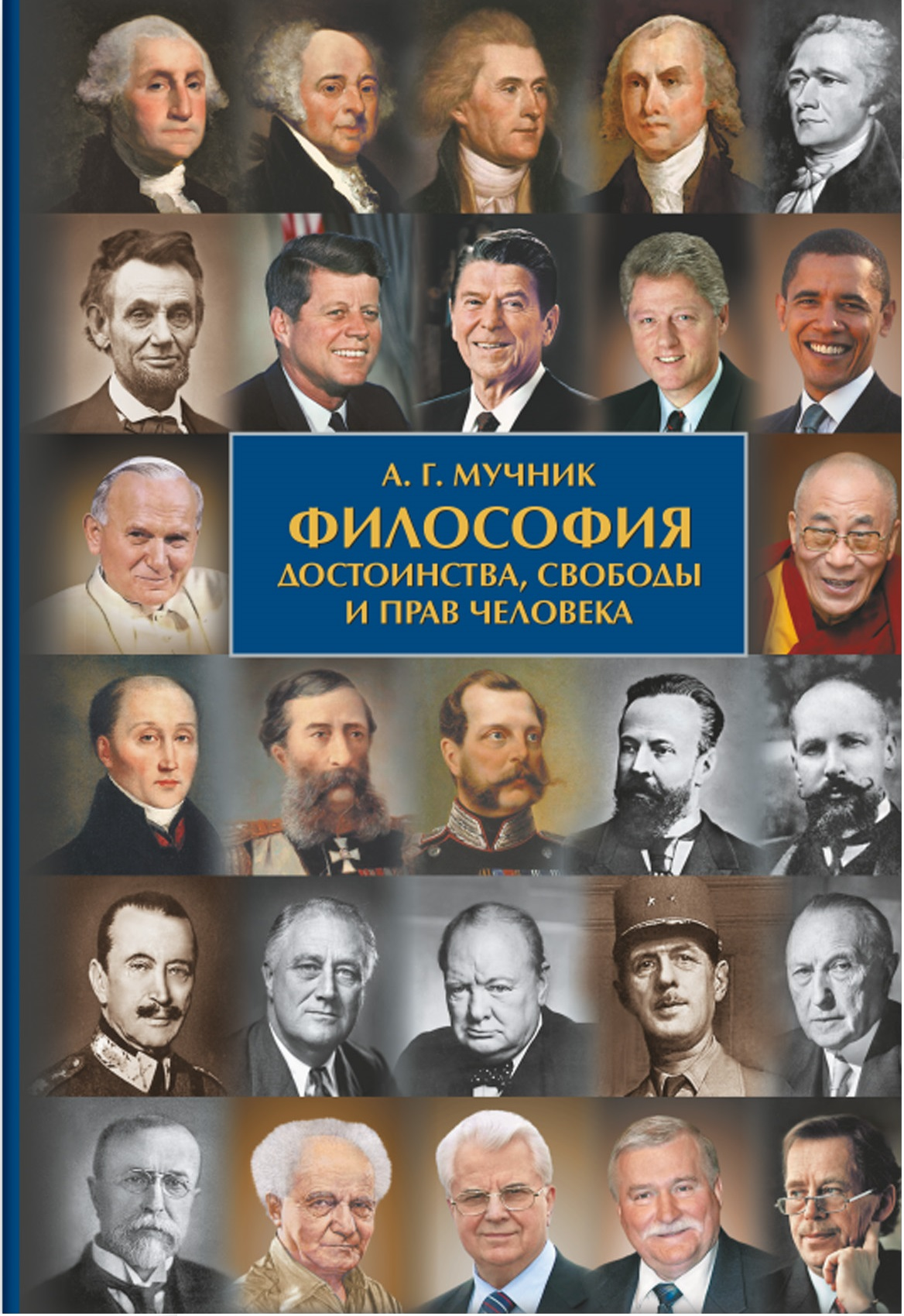

В 2000 году в Парламентском издательстве Верховной Рады Украины под эгидой Института увидело свет первое, а в 2003 году — второе издание книги «Комментарий к Конституции Украины (книга первая)», которая была рекомендована Министерством образования и науки Украины (письмо № 14/182-1270 от 16.07.2003 г.) в качестве учебного пособия для студентов высших учебных заведений Украины. Автором вступительного слова к читателем 2-го издания книги выступил второй президент Украины Л. Д. Кучма. С целью правового просвещения эта книга была передана в дар библиотекам школ города Киева (19.11.2003 г.), высших учебных заведений (19.11.2004 г.) и центральных органов государственной власти Украины.
В 2000 году под эгидой Института вышел учебник международного права, автором которого является доктор юридических наук, профессор, заслуженный деятель науки и техники Украины, академик Украинской академии наук  М.А. Баймуратов.
В 2001 году был опубликован разработанный сотрудниками Института проект Концепции создания свободной экономической зоны в городе Одессе путём поэтапного распространения правового режима Европейского Союза на территорию Одессы в качестве одной из форм интеграции Украины в ЕС;
В 2002 году в официальном печатном органе парламента Украины был опубликован разработанный сотрудниками Института проект Закона Украины «О гражданском обществе на Украине».
В 2009 году в Парламентском издательстве Верховной Рады Украины под эгидой Института увидела свет книга «Философия достоинства, свободы и прав человека». Книга выдержала два издания. Предисловие ко 2-му изданию книги написал первый президент Украины Л. М. Кравчук, а её рецензентами выступили: директор Института проблем национальной безопасности Украины, академик НАН Украины В. П. Горбулин и директор Института законодательства Верховной Рады Украины, член-корреспондент НАН Украины А. Л. Копыленко, первый ректор Юридического института ОГУ имени И. И. Мечникова, доктор юридических наук, профессор, академик АПрН Украины А. С. Васильев, а также доктор юридических наук, профессор И. В. Постика. Эта книга была передана в дар библиотекам ряда лучших университетов Украины и мира, а также крупнейшим национальным библиотекам Украины, России, США, Великобритании и Израиля.
В 2011 году сотрудниками Института был выдвинут проект учреждения несколькими авторитетными правозащитными организациями западных стран единой украинской «материнской» неправительственной правозащитной организации, способной обеспечить во всех регионах Украины быстрое создание, эффективную деятельность и защиту сети «дочерних» правозащитных организаций, направленных на формирование правовой культуры, правовое просвещение и защиту прав человека на основе единой правовой политики «материнской» организации. Предполагалось на основе этой сети правозащитных организаций сформировать инфраструктуру гражданского общества на Украине. Однако, откликнулись лишь посольство Швейцарской Конфедерации, одна правозащитная организация из Австралии, а также представительство Фонда имени Конрада Аденауэра на Украине.
Сотрудники Института неоднократно давали конституционно-правовые заключения по запросам Конституционного Суда Украины.
25 февраля 2016 года Институт обратился с письменным предложением об учреждении в составе Одесской областной государственной администрации должности омбудсмена (уполномоченного ООГА по правам человека) с целью организации на территории региона правового просвещения, формирования правовой культуры, а также создания сети правозащитных организаций для защиты прав и свобод человека. Предложение было отвергнуто.
19 апреля 2016 года Институт обратился на имя Вице-премьер-министра по вопросам европейской и евроатлантической интеграции Украины, Комитета по вопросам европейской интеграции Верховной Рады Украины и Одесского городского головы с письменным предложением о введении в порядке эксперимента в одностороннем порядке на основе международного договора, заключенного между Европейским Союзом и Украиной, правового режима ЕС на территории города Одессы в качестве первого этапа евроинтеграции Украины.
8 ноября 2017 года первый президент Украины Л. М. Кравчук обратился к послу Швейцарской Конфедерации в Украине с просьбой посодействовать Институту в налаживании контактов со швейцарскими коллегами с целью организации сотрудничества в деле интеграции Украины в единое правовое европейское пространство. 12 февраля 2018 года был получен ответ от посла Швейцарии в Украине на имя первого Президента Украины Л. М. Кравчука

## Правовое воспитание и просвещение
В 2000 году сотрудники Института организовали обсуждение в средних учебных заведениях города разработанный Институтом проект Хартии города Одессы. Учащиеся старших классов, проявившие себя в этих дебатах, впоследствии участвовали в телевизионных передачах, посвящённых обсуждению стратегии развития Одессы.
С 2003 по 2006 годы сотрудники Института выступили в качестве организаторов и координаторов проекта «Молодёжный совет по правам человека и развитию гражданского общества», который действовал при участии студентов юридических факультетов и вузов Украины под патронатом Администрации президента Украины, Совета национальной безопасности и обороны Украины, Национального института стратегических исследований при президенте Украины.
Наиболее заметным проектом сотрудников Института стал цикл телевизионных передач (2011 год) с участием студентов юридических факультетов и вузов Одессы, посвящённых конституционно-правовой реформе на Украине. Передачи транслировались по спутниковому каналу «ОК» на несколько стран мира. С вступительным словом к зрителям первой передачи обратился первый президент Украины Л. М. Кравчук, ко второй — экс-спикер парламента Украины А. А. Мороз, к четвёртой — председатель ЦИК Украины В. Н. Шаповал.

## Правовое творчество
В процессе деятельности Института был выдвинут ряд творческих идей, проектов и концепций, в частности:
- идея организации местного самоуправления в городе Одессе с учётом самобытной истории города (проект Хартии города Одессы)[44];

- идея созидания гражданского общества в стране посредством издания специального конституционного закона (проект Закона Украины «О гражданском обществе в Украине»)[45] ;

- концепция свободной экономической зоны в городе Одессе путём поэтапного распространения правового режима Европейского Союза на территорию города Одессы в качестве одной из форм интеграции Украины в ЕС[46];

- концепция полупрезидентской республики на Украине[47];

- проект Конституции Украины в новой редакции[48];

- система категорий, объясняющая суть утвердившихся на Украине экономического уклада, государственного строя и политической системы («номенклатурная олигархия», «номенклатурная приватизация», «номенклатурный капитализм», «номенклатурное право», «номенклатурный правопорядок», «квазигосударство», «Украинская Система»)[49];

- концепция конституционной политологии[50];

- идея взаимосвязи формы правления и исторической судьбы соответствующего народа[51];

- концепция фиктивности государства — «квазигосударство»[13][52];

- концепция «культуры достоинства»[3];

- версия конфискации общенародной собственности (национального богатства), прикрываемой эвфемизмом «приватизации государственного имущества»[53];

- концепция национализации неправомерно конфискованной общенародной собственности[54];

- концепция конституционно-правовой[37][55][56][57][58][59][60] и судебной[61][62][63][64] реформы на Украине;

- концепция порядочности в качестве источника Права[65];

- концепция национальной идеи[66];

- идея создания института омбудсмена в составе Одесской областной государственной администрации[7][12][67][28][68][30][69];

- конституционно-правовая версия выхода Украинской ССР из состава Советского Союза[70][71].